# Nyikolaj Pavlovics Abroszkin
Nyikolaj Pavlovics Abroszkin (cirill betűkkel Никола́й Па́влович Аброськин) (Armijovo, Penzai terület, 1951. január 1. –) oroszországi katonai vezető, hadseregtábornok.

## Pályafutása
A Penzai területen született. 1973-ban az N. P. Ogarjovról elnevezett Mordvinföldi Egyetemen végzett. Az egyetemen katonatiszti képzést is kapott, és 1973-ban katonai szolgálatba lépett. Katonatiszti pályafutását a hadmérnöki egységeknél töltötte. A 167. katonai építő parancsnokság Komszomol-titkára volt. 1981-ben levelező szakon végzett a Moszkvai Építőipari Technikumban. 
A Szovjetunió felbomlása után a Roszszpecsztrojnál, az Oroszországi Speciális Építkezések Szövetségi Ügynökségénél kezdett dolgozni. Az ügynökség az ország honvédelmi és nemzetbiztonsági jelentőségű építkezéseit koordinálja. 1997-98-ban az ügynökség helyettes vezetője, 1999-től 2011-ig igazgatója volt.
Abroszkint Putyin elnök 2003-ban hadseregtábornokká nevezte ki. 2010. december 31-én leszerelt, majd a következő évben az elnöki adminisztráció helyettes vezetője, 2014-től a vezető első helyettese lett.
Abroszkin a műszaki tudományok kandidátusa.

## Családja
Abroszkin házas, két leánygyermek apja.